# Trilogía Tudor
La Trilogía Tudor es un grupo de tres óperas compuestas por Gaetano Donizetti que giran en torno a la figura de Isabel I de Inglaterra; éstas son: Anna Bolena, estrenada el 26 de diciembre de 1830, en el Teatro Carcano, de Milán; Maria Stuarda, el 30 de diciembre de 1835, en el Teatro alla Scala, de Milán; y Roberto Devereux, el 28 de octubre de 1837, en el Teatro San Carlo, de Nápoles.
- Datos: Q2278129